# Броссо
Броссо (італ. Brosso, п'єм. Bròss) — муніципалітет в Італії, у регіоні П'ємонт,  метрополійне місто Турин.
Броссо розташоване на відстані близько 550 км на північний захід від Рима, 50 км на північ від Турина.
Населення — 445 осіб (2014).
Щорічний фестиваль відбувається 26 вересня. Покровитель — святий Михайло.

## Демографія
Населення за роками:

Станом на 1 січня 2023 року в муніципалітеті офіційно проживало 10 іноземців з 6 країн, серед них 6 громадян країн Євросоюзу.

## Сусідні муніципалітети
- Боргофранко-д'Івреа
- Лессоло
- Меульяно
- Куассоло
- Таваньяско
- Траверселла
- Траузелла
- Віко-Канавезе